# Challenger de San Remo 2022
El torneo Sanremo Challenger 2022 fue un torneo de tenis perteneció al ATP Challenger Tour 2022 en la categoría Challenger 80. Se trató de la 10.ª edición, el torneo tuvo lugar en la ciudad de Sanremo (Italia), desde el 4 hasta el 9 de abril de 2022 sobre pista de tierra batida al aire libre.

## Jugadores participantes del cuadro de individuales
| Favorito | País                 | Jugador               | Rank1 | Posición en el torneo |
| -------- | -------------------- | --------------------- | ----- | --------------------- |
| 1        | Bandera de Dinamarca | Holger Rune           | 88    | CAMPEÓN               |
| 2        | Bandera de Italia    | Gianluca Mager        | 99    | Semifinales           |
| 3        | Bandera de Moldavia  | Radu Albot            | 117   | Segunda ronda         |
| 4        | Bandera de Francia   | Pierre-Hugues Herbert | 134   | Primera ronda         |
| 5        | Bandera de Francia   | Hugo Grenier          | 154   | Primera ronda         |
| 6        | Bandera de Italia    | Flavio Cobolli        | 165   | Primera ronda         |
| 7        | Bandera de Italia    | Thomas Fabbiano       | 173   | Cuartos de final      |
| 8        | Bandera de Francia   | Alexandre Müller      | 209   | Segunda ronda         |

- 1 Se ha tomado en cuenta el ranking del 21 de marzo de 2022.

### Otros participantes
Los siguientes jugadores recibieron una invitación (wild card), por lo tanto ingresan directamente al cuadro principal (WC):
- Matteo Arnaldi
- Matteo Donati
- Matteo Gigante

Los siguientes jugadores ingresan al cuadro principal tras disputar el cuadro clasificatorio (Q):
- Edoardo Lavagno
- Matteo Martineau
- Francesco Passaro
- Khumoyun Sultanov
- Valentin Vacherot
- Máté Valkusz

## Campeones

### Individual Masculino
- Holger Rune derrotó en la final a  Francesco Passaro, 6–1, 2–6, 6–4

### Dobles Masculino
- Geoffrey Blancaneaux /  Alexandre Müller derrotaron en la final a  Flavio Cobolli /  Matteo Gigante, 4–6, 6–3, [11–9]